# Karkanahalli, Afzalpur
Karkanahalli là một làng thuộc tehsil Afzalpur, huyện Gulbarga, bang Karnataka, Ấn Độ.